# Santa Margarida do Sul
Santa Margarida do Sul est une ville brésilienne du Sud-Ouest de l'État du Rio Grande do Sul, faisant partie de la microrégion Campanha centrale et située à 292 km à l'ouest de Porto Alegre, capitale de l'État. Elle se situe à une latitude de 30° 20′ 26″ sud et à une longitude de 54° 04′ 50″ ouest. Sa population était estimée à 2 163, pour une superficie de 956 km2.
La commune est composée de 5 districts : Santa Margarida do Sul, Bolso, Cambazinho, Canas et Serrinha.

## Villes voisines
- São Gabriel
- Vila Nova do Sul
- Lavras do Sul